# Majestic (musikalbum av Gamma Ray)
Majestic är det tyska power metal-bandet Gamma Rays åttonde studioalbum, utgivet i oktober 2005 på Sanctuary Records och i Japan på Victor i september samma år.
Albumet nådde plats 39 på den tyska topplistan och plats 20 på den svenska.

## Låtlista
1. "My Temple" – 4:57
2. "Fight" – 3:24
3. "Strange World" – 5:03
4. "Hell Is Thy Home" – 4:46
5. "Blood Religion" – 6:53
6. "Condemned to Hell" – 4:56
7. "Spiritual Dictator" – 5:38
8. "Majesty" – 6:23
9. "How Long" – 4:06
10. "Revelation" – 8:30

Bonusspår på den japanska utgåvan
1. "Hellfire" – 4:37

## Medverkande
Musiker
- Kai Hansen – sång, gitarr
- Henjo Richter – gitarr, keyboard
- Dirk Schlächter – basgitarr
- Dan Zimmermann – trummor

Bidragande musiker
- Rudiger Beissert – sång
- Maike Christiansen – sång
- David – sång
- Lars – sång
- Jussi – sång
- Axel Mackenrott – keyboard

Produktion
- Kai Hansen – producent
- Dirk Schlächter – producent
- Mika Jussila – mastering
- Hervé Monjeaud – omslagskonst
- Henjo Richter – albumkonst, bookletdesign
- Stefan Malzkorn – foto